# Ancyloceratoidea
De Ancyloceratoidea, voorheen Ancylocerataceae, zijn een superfamilie van typisch afgerolde en losjes opgerolde uitgestorven heteromorfe ammonoïden, opgericht door Alpheus Hyatt in 1900, die maar liefst elf families kunnen bevatten, afhankelijk van de geaccepteerde classificatie.

## Taxonomie
De taxonomie-inhoud (families) van de Ancycloceratoidea is in de loop van het jaar gegroeid, deels door de toevoeging van nieuw gedefinieerde families en deels door het verplaatsen van families uit andere superfamilies.
Arkel, et alii (1957) in de verhandeling deel L omvatte alleen de Ancyloceratidae Meek 1876, Bochianitidae Spath 1922, Hemihoplitidae Spath 1924 en Heteroceratidae Hyatt 1900 binnen de Ancylocerataceae. De Crioceratitidae Wright 1952 werd beschouwd als een onderfamilie, de Crioceratitinae, binnen de Ancyloceratidae, de andere is de Ancyloceratinae.
Families die in het traktaat worden erkend en vervolgens van andere taxa naar de Ancycloceratoidea worden verwijderd, zijn de Ptychoceratidae Meek 1876, Macroschaphitidae Hyatt 1900 en Labeceratidae Spath 1925. Die sindsdien zijn vastgesteld, zijn de Acrioceratidae Vermeulen 2004, Himantoceratidae Dimitrova 1970, Leptoceratoididae Thieuloy 1966.
De verhandeling over de paleontologie van ongewervelde dieren, deel L, plaatste de Ancylocerataceae in de onderorde Lytoceratina samen met de Lytocerataceae, Turrilitaceae en Scaphitaceae, met superfamilie-uitgangen zoals toen gebruikt.
De Ancyloceratoidea wordt nu algemeen aanvaard als liggende binnen een afzonderlijke onderorde van de Ammonitida, de Ancyloceratina opgericht door Wiedmann 1966.

## Fylogenie
Er zijn twee belangrijke concurrerende theorieën over de oorsprong van de Ancyloceratoidea en Ancyloceratina (tenzij polyphyletisch). De eerste laat de Ancycloceratoidea, en impliciet de Ancyloceratina, laat in het Jura uit de Lytoceratina voortkomen via de voorouderlijke Bochianitidae. De andere laat de Ancyloceratina, inclusief de Ancyloceratoidea, uit de Ammonitida voortkomen tijdens het Vroeg-Krijt.

## Hernoeming
Ancyloceratoidea werd hernoemd van Ancylocerataceae naar overeenstemming met de ICZN, die superfamilies van ongewervelde dieren het naamsuffix geeft dat vroeger voor onderklassen werd gebruikt.

## Families
- Acrioceratidae
- Ancyloceratidae
- Bochianitidae
- Crioceratitidae
- Hamulinidae
- Hemihoplitidae
- Heteroceratidae
- Himantoceratidae
- Labeceratidae
- Leptoceratoididae
- Macroschaphitidae
- Ptychoceratidae